# Alma (miasto w hrabstwie Buffalo)
Alma – miasto w Stanach Zjednoczonych, w stanie Wisconsin, siedziba administracyjna hrabstwa Buffalo.